# Championnats d'Océanie de cyclisme sur route 2015
Navigation
Championnats d'Océanie 2014 Championnats d'Océanie 2016
Les Championnats d'Océanie de cyclisme sur route 2015 ont lieu du 13 au 15 février 2015 à Toowoomba en Australie.

## Podiums masculins
| Compétitions             | Or              | Argent             | Bronze          |
| Élites                   |                 |                    |                 |
| Course en ligne          | Taylor Gunman   | Jordan Kerby       | Daniel Barry    |
| Contre-la-montre         | Michael Hepburn | Craig Evers        | Cameron Wurf    |
| Hommes - Moins de 23 ans |                 |                    |                 |
| Course en ligne          | David Edwards   | Fraser Gough       | Ayden Toovey    |
| Contre-la-montre         | Harry Carpenter | Daniel Fitter      | Tom Kaesler     |
| Hommes - Juniors         |                 |                    |                 |
| Course en ligne          | Jackson Carman  | Robert Stannard    | Darcy Pirotta   |
| Contre-la-montre         | Michael Storer  | Keagan Girdlestone | Robert Stannard |

## Podiums féminins
| Compétitions     | Or              | Argent           | Bronze          |
| Élites           |                 |                  |                 |
| Course en ligne  | Lauren Kitchen  | Lizzie Williams  | Katrin Garfoot  |
| Contre-la-montre | Katrin Garfoot  | Lauren Kitchen   | Rebecca Mackey  |
| Femmes - Juniors |                 |                  |                 |
| Course en ligne  | Kristina Clonan | Tori Saunders    | Jessica Pratt   |
| Contre-la-montre | Anna Leeza Hull | Ashleigh Hocking | Kristina Clonan |

## Tableaux des médailles
| Rang  | Nation           | Or | Argent | Bronze | Total |
| ----- | ---------------- | -- | ------ | ------ | ----- |
| 1     | Australie        | 9  | 7      | 8      | 24    |
| 2     | Nouvelle-Zélande | 1  | 3      | 2      | 6     |
| Total | Total            | 10 | 10     | 10     | 30    |